# Об'єднані збройні сили СНД
Об'єднані збройні сили Співдружності Незалежних Держав (рос. Объединённые Вооружённые силы Содружества Независимых Государств) були короткочасним військовим утворенням, асоційованим із Співдружністю Незалежних Держав. Вони були створені у 1992 році після розпаду Радянського Союзу і мали стати продовженням Збройних сил Радянського Союзу та контролювати ядерну зброю Радянського Союзу.
Це утворення було швидко замінене де-факто російським контролем над цією ядерною зброєю та формуваннями окремих національних армій для кожної з колишніх радянських держав, і фактично припинило своє існування до кінця 1993 року.

## Формування
Радянський Союз офіційно розпався 25 грудня 1991 року. Після підписання Біловезьких угод 21 грудня 1991 року країни новоствореного СНД підписали протокол про тимчасове призначення маршала авіації Євгена Шапошнікова міністром оборони і командувачем збройними силами на своїй території, в тому числі стратегічними ядерними силами. 14 лютого 1992 року Шапошніков офіційно став Верховним головнокомандувачем збройних сил СНД.

## Розпад
16 березня 1992 року указом Бориса Єльцина були створені Збройні сили Російської Федерації під оперативним управлінням Верховного командування СНД та Міністерства оборони, яке очолив президент. Нарешті, 7 травня 1992 року Єльцин підписав указ про створення Збройних сил Росії, і Єльцин приступив до виконання обов'язків Верховного Головнокомандувача. У травні 1992 року генерал-полковник Павло Грачов став міністром оборони Росії і став першим у Росії генералом армії після вступу на цю посаду.
Після цієї заяви Маршал авіації Євген Шапошніков, Головнокомандувач Збройними силами СНД, начальник Головного командування (Главкомату) «і кістяк персоналу для підтримки його ролі командувача Збройними силами СНД були виведені з МО і Будинки Генерального штабу та надані офіси в колишньому Штабі Варшавського договору на північній околиці Москви» (на проспекті Миру).  Штаб Шапошникова швидко став дуже слабким органом, оскільки влада нових держав підтвердила свій контроль над власними збройними силами. 15 червня 1993 апарат Шапошникова був розпущений, і Шапошников подав у відставку. До кінця 1993 року ліквідація Об'єднаного військового командування (Главкомату) набула чинності.
Об'єднане військове командування СНД було замінено скороченим Об'єднаним штабом з координації військового співробітництва. 24 грудня 1993 року в Ашгабаті було офіційно підписано угоду про створення Штабу з координації військового співробітництва держав-членів Співдружності Незалежних Держав (рос. Штаб по координации военного сотрудничества государств-участников Содружества Независимых Государств). Генерал-полковник Віктор Самсонов обіймав посаду до жовтня 1996 року. Генерал армії Володимир Яковлєв (генерал) став начальником штабу в червні 2001 року.